# グレアム・ヤング
グレアム・フレデリック・ヤング（英語: Graham Frederick Young, 1947年9月7日 - 1990年8月1日）は、イギリスの連続殺人犯。毒物を用いた犯行を重ね、継母と仕事の同僚2名（ボブ・イーグル、フレッド・ビッグス）を毒殺した。毒物混入による殺人未遂の疑いがある被害者は300人以上と想定されている。。

## 幼少期から最初の犯行
グレアムは1947年9月7日、ロンドン郊外のニースデンという町（当時はミドルセックス州ウィルズデン市自治区。現在はブレント・ロンドン自治区）で生まれる。母親のマーガレットは妊娠中に胸膜炎を患い、出産の3ケ月後に結核で死亡した。幼いグレアムは父フレッドの妹ウィニーに預けられたが、3年後に父がモリーと再婚したのを機に、グレアムと祖母に預けられていた長女のウィニフレッドは、両親と一つ屋根の下で同居するようになった。彼は幼い頃より毒物が人体に与える影響について強い興味を抱いていおり、ビクトリア朝時代の毒殺者ウィリアム・パーマーに強い憧れを抱いていた。彼は頻繁に図書館に通い詰めて化学に関する文献を読み漁り、やがて犯罪心理学、黒魔術、ナチズムにも強い関心を示すようになった。アドルフ・ヒトラーに憧れて演説の真似をした事もある。
1959年、ジョン・ケリー男子学校に通い始めると、更に上級者向けの化学の本を読むようになり、実際に自宅のキッチンで毒物の化合や抽出を試みる実験をするようになる。13歳になる頃には、薬局で購入したアンチモンを小さな薬瓶に入れて肌身離さず持ち歩いていた。彼はそれを同級生に見せて「小さな相棒」と呼んでいたという。
1961年、14歳になった頃から家族に毒物を投与することを試み、重篤な結果を生じさせ始める。彼はアンチモンやジギタリス製剤を少量ずつ頻繁に購入したが、学校の理科教師の信用を得てからは、化学実験で使用する名目で大量の毒物を購入することに成功した。また、学内の実験室の薬品類や継母の所持していた除光液なども盗用していた。
1961年11月上旬、姉のウィニフレッドは朝食でグレアムが淹れてくれた紅茶を一口飲んだが、妙な酸味を感じたためそれ以上飲まなかった。しかし、1時間後に出勤途中の電車内で幻覚症状と眩暈を起こしてパニック状態となり、駅職員に助け出されて病院へ搬送された。医師による検査の結果、彼女が何らかの形で毒性のある植物ベラドンナのトロパンアルカロイドを摂取したという結論に達した。父親のフレッドはグレアムが原因だと考えて彼の部屋を調べたが、証拠は何も出て来なかった。結局、彼がポットや鍋をいつもの実験に使ってよく洗わなかったのだろうと考え、「変な化学物質をいじる時はもっと注意するようにしなさい」と警告する事しか出来なかった。
1962年4月21日、自宅で奇妙な実験を繰り返すグレアムと度々口論していた継母モリーに致死量のアンチモンとタリウムを長期に渡って与え続け殺害した。モリーは38歳だったがグレアムが毒物を飲ませ始めてから数ヶ月で容姿は老婆のようになった。脊椎の痛みと手足の痺れから前屈みでしか歩けなくなり、やがて自宅の裏庭で全身痙攣を起こして死亡した。後にグレアムが語ったところによれば、定期的にアンチモンを投与していたのだが、継母の身体に耐性が付いた為、新たにタリウムを夕食に混入したという。モリーの葬儀は4月26日に行われたが、その席で故人の兄フランク・ウォーカーが激しい嘔吐に見舞われて体調を崩し病院に運ばれた。彼はサンドウィッチと共に出されたピクルスを食べた唯一の参列者だった。
その後も、グレアムは継続して父親、姉妹、学校の友人達に毒物を与え続けた。彼と同級生だったクリス・ウィリアムズはグレアムと喧嘩をした1週間後に激しい嘔吐に見舞われた。その後も体調は悪化し続け、登校不可能な状態にまで陥った。後にグレアムから分けて貰ったサンドウィッチが原因だと分かるのは彼が後に逮捕されてからである。彼の学校の友人の何人かも同様に繰り返し学校を欠席し、皆が同じような症状に苦しんでいた。
父親のフレッドも腹痛に見舞われ始めた。それは月曜日の朝に始まり、週末が近づくにつれて治まった。そして、月曜日になるとまた発作が起こった。後になって判明したが、彼は毎週日曜日の夜になるとグレアムとパブに出掛けて飲食を共にしていた。日常生活が困難になり入院したが原因は医師にも判らなかった。しかし、フレッドは薄々気付いており、グレアムが見舞いにやって来た際に彼は看護師に「そいつをそばに近づけないでくれ」と伝えた。体調が回復して退院したが、すぐに具合が悪くなって再入院した。精密な検査の結果、医師は砒素もしくはアンチモンによる中毒の可能性があることを家族に告げた。グレアムは2つの中毒の見分け方について医師の説明を熱心に聞き入っていたという。
一方でグレアムも被害者と同じように吐き気や病気に苦しむことがあった。毒物への強い興味から自分自身の身体すら被験体にしていたか疑惑を持たれぬようわざと服毒していた可能性が高いと見られている。そのため、彼に疑いがかかることは無かった。しかし、彼が化学と毒物に熱中しているのを知っていた叔母ウィニーは彼を疑うようになっていた。やがてウィニーもヤング家を訪れた際に紅茶を飲んでから激しい吐き気と悪寒に襲われ、帰宅途中に交通事故を起こして入院した。グレアムが通う学校の理科教師も親族に不幸が重なるグレアムに疑念を抱くようになり彼の机を調べた。案の定、毒薬の瓶が数本入っており、ノートには苦しみながら死んで行く男の絵、様々な毒薬を称える詩、そして、ウィリアム・パーマーやホーリー・ハーヴェイ・クリッペンに関するイラスト付エッセイなど、毒薬に関する内容が所狭しと書き込まれていた。この事実は学校長に伝えられ、グレアムは精神科医を受診させられた。そこで診察に当たった医師は、毒物に対する知識と情熱を熱心に語るグレアムの博識さに「君の頭脳なら大学に飛び級出来るだろう」と褒め称えて帰宅させたが、その後そのまま警察に通報した。
グレアムは1962年5月23日に14歳で逮捕され、彼は父親、姉妹および友人に対する殺人未遂を認めた。尚、継母の死については罪に問われなかった。グレアムが父親に「現代の火葬技術は進んでいるので、土葬よりも遥かに魂の安らぎが得られる」と継母の埋葬方法についてあまりにしつこく主張したので遺体が火葬されており、死因が分析できなくなっていた為である。ヤング家を家宅捜査した捜査員は、グレアムの部屋からアンチモン、タリウム、ジギタリス、イオノン、アトロピン等、数百人は殺せるだけの毒薬を押収した。
グレアムは精神鑑定で「道徳観念の著しい欠如」と診断された。彼の行動原理は「研究者特有の超然とした客観性」だった。モルモットとして家族を選んだのは、実験を観察しながら記録するのに都合が良かっただけであり、冷酷非情だからではなく、単に合理性に基づいた理由であった。
グレアムにはブロードムア病院（精神的に不安定な犯罪者のための機関）への15年の収監が宣告された。彼は院内カウンセラーに「アンチモンが恋しいよ。あいつが僕に与えてくれた力がないと寂しいんだ。」と哀しげに語った。彼は収監中も院内の図書館で化学書や医学書を読み漁り、そこから得た知識を基に病院敷地内に自生する植物からの有毒成分の抽出や、患者仲間や病院のスタッフを被験体とした毒物投与の実験さえも行っていた。
グレアムが収容されて1ケ月後の1962年8月6日、ジョン・ベリッジという患者が痙攣を起こし、数時間後に死亡した。検視解剖の結果、死因はシアン化物による中毒死であることが判明した。直ちに院内の調査が行われたが、シアン化物は何処からも見つからなかった。結局、事件の捜査は打ち切られ死因は自殺とされたが 、病院の周辺には月桂樹が繁茂しており、グレアムは普段から皆に月桂樹の葉からシアン化物を抽出する方法を得意げに語っていた 。主治医はリハビリの一環で彼を調理場で働かせてみることにしたが、彼の淹れたコーヒーを検査した結果、トイレ用洗剤が混入されていた。看護師たちはグレアムを一切信用していなかったので飲む者はいなかったが、患者が面倒を起こすと、「あなたのコーヒーをグレアムに淹れさせますよ」とキツい冗談を飛ばすようになった。
1965年、グレアムは退院許可の嘆願書を提出する権利を取得した。しかし、父のフレッドは「絶対に退院させてはならない」と申し入れた 。嘆願を棄却されたグレアムは、ティーポットの中に浴槽用洗剤を混入した。これが発覚しグレアムは集中監視棟に移されることになったが、この経験から彼は学習し、毒物混入の衝動が治癒しているかのように完璧な偽装を始めた。そして、1970年に主治医は「完治」を内務省に報告した。そして、「完全に回復した」と認められ収監から9年後の1971年2月4日に釈放された。しかし、実際には完治しているどころか殺害衝動を溜め込んでおり、退院直前に或る看護師に「退院したら、ここで過ごした年の数だけ殺してやるんだ」と本音を明かしていた。

## 第二の犯行
1971年の退院後、グレアムは姉のウィニフレッド（既婚）の家へ向かい居候の身となった。ウィニフレッド家でしばらく過ごしたグレアムは、スラウにあるモーテルに引っ越して職業訓練所へと通った。ここでモーテルの隣人であったトレヴァー・スパークス(34歳)というサッカー選手と友達になった。グレアムと知り合って3日後、トレヴァーは突然激しい腹痛に襲われた。その後も彼はグレアムと友人関係を続け、パブで食事をしたりトレヴァーの部屋で共にサッカーの試合中継を見ながらワインを飲む事もあった。しかし、体調は更に悪化していった。2月10日、トレヴァーはサッカーの試合中に強烈な腹痛と吐き気、足や睾丸に刺すような痛みを感じ、ピッチ上で動けなくなり嘔吐を繰り返した為、プレー続行不可能となり退場した。グレアムは自室で寝込んだ彼を何度も訪れ、献身的に看病するフリをして更に毒物を与え続けた。やがてトレヴァーは排尿障害と重篤な腎不全を抱え両足も完全に麻痺してしまった。後にグレアムは彼のワインボトルと看病中に与えた水にアンチモンを混入していた事を認めている。
その後、彼はハートフォードシャーのボーヴィンドンで高速度撮影用の光学機器を製造しているジョン・ハドランド社の求人広告に化学薬品を扱っているからという理由で目を付けた。グレアムは応募する際の履歴書に「有機化学、無機化学、薬学及び毒物学を10年以上に渡って研究した経験あり」と記し、顔写真を貼った。これは自動撮影機で撮ったもので、なかなか作動しないカメラに苛立っていたせいで怖い人相になってしまったのだが、グレアムは後の裁判で自ら報道陣に配るほどこの写真を気に入っていた。
ジョン・ハドランド社の倉庫管理部長で採用担当のボブ・イーグル(59歳)はブロードムア病院からの照会状を受け取ったが、主治医はその中に毒物による殺人未遂で有罪になった過去を記載していなかった。グレアムはジョン・ハドランド社への就職後、5月10日からハドランド社の倉庫係として働き始めた。社内で彼は少し変わり者だが陽気な性格から社員達に受け入れられ、特にイーグルと、出荷担当のフレッド・ビッグス(56歳)はグレアムを後輩として献身的に可愛がった。グレアムはそれに応えるかのように、手巻きの煙草を２人に渡した。更に、それまでは事務員のバートレット夫人の仕事であった紅茶をワゴンで配る雑務作業を自分から買って出た。そして、それから数ヶ月の間に社内にいた社員やパート従業員、取引先に至るまで約70人に毒物を与えた。
6月3日、グレアムが仕事を始めてすぐにイーグルは激しい腹痛に見舞われ、しばらく休職することになった。
6月8日、倉庫係でイーグルの後任者だったロン・ヒューイットが、グレアムの運んできた紅茶を飲んだ直後に激しい腹痛に襲われた。医師の診断は食中毒だったが、症状は一向に治まらず欠勤を続け、出勤しても嘔吐を繰り返すほど体調を崩した。幸いにも彼は既に転職先が決まっていた為、3週間後に退社し命拾いした。
6月25日、イーグルが職場に復帰したが、翌日から指が麻痺し脊椎が痛みだし、遂には動けなくなった。救急搬送されたが、病院でも容態は悪くなり続け、7月7日に死亡した。死因は末梢神経障害とギラン・バレー症候群だった。イーグルの死去とロンの退社によってグレアムは使用期間有りの倉庫管理部長に出世した。イーグルはグレアムによる2番目の犠牲者となった。
9月上旬、今度はフレッド・ビッグスが胸部の痛みに襲われ始めた。
9月20日、輸出入部長のピーター・バックが、グレアムと共に紅茶を飲んだ直後に激しい腹痛に襲われて早退した。
10月8日、事務員のデヴィッド・ティルソンが紅茶を飲んだ直後に具合が悪くなった。足に針で刺したような痛みを感じ歩行困難となった。
10月15日、社内でグレアムと一番仲が良く家族ぐるみで付き合いのあったジェスロ・バットが残業をしていると、グレアムが話し掛けてきた。「ジェス、知ってるか？誰かに毒を盛って、それを病気のように見せかけるのはとても簡単なことなんだよ」。バットはグレアムが淹れたコーヒーを一口飲んだが、あまりの苦さに残りを捨てた。それを見ていたグレアムは「どうした？俺が毒でも入れたと思ったのかい？」と言ったのでジョークだと思って大笑いしていたが、２０分後に具合が悪くなった。バットの足は次第に麻痺していき、胸部の痛みから休職した。入院後も容体は悪化していき、彼は妻に「死にたい」と漏らした。その頃には皮膚はボロボロになり頭髪が抜け始めていた。やがて彼は自殺した。グレアムはバットに毒を盛ったことを唯一後悔しており、「Ｊ(バット)を傷つけたことを恥ずかしく思う。彼は本当にいいやつだし、社員の中では最も友人に近いと思っている。」と日記に綴っていた。
10月18日、手足の麻痺を訴えていたデヴィッド・ティルソンが入院した。この頃には彼も頭髪が抜け始めていた。
10月19日、事務員のダイアナ・スマートが、グレアムとコーヒーを飲んだ直後に嘔吐した。手に刺すような痛みを感じ、やがて痙攣し一時的に呼吸困難となった。
10月30日、職場に復帰したフレッド・ビッグスがグレアムと紅茶を飲んだ直後にぶり返した。11月4日にロンドン国立病院に入院したが、容態は悪くなる一方で数週間苦しんだ末に皮膚が剥がれ始め、中枢神経系の麻痺により話すことが不可能となり、やがて呼吸不全で11月29日に死亡した。グレアムはモルモットとしてフレッドの病状が気になり、心配するフリをして病院にいる彼の妻に何度も電話してその都度容体を聞き出している。彼は3番目の犠牲者となった。
このように、グレアムは仕事仲間に与える紅茶やコーヒー、タバコ等にアンチモンやタリウムといった毒物を混入した。病気は職場で次々と発生し、未知のウイルスや放射能による水道汚染などと誤解され「ボーヴィンドン・バグ」と呼ばれるようになった。
この時点で病気および死因に関する適切な調査が必要なのは明白だった為、経営者のジョン・ハドランドは嘱託医のイアン・アンダーソンに調査を依頼した。考えられる原因は高屈折率レンズの製造過程で使用されるタリウムであったが、ハドランド社では現在使われていなかった(グレアムはそれが目的で入社したが、使用されていないことを知り、わざわざ独自に入手していた)。社内説明会でグレアムは自らタリウム中毒を死因と思わなかったかどうか、経営陣に質問を重ねた。妙に医学に精通しているように見えるグレアムを怪しく思ったアンダーソン医師は、社内説明会の後にグレアムと個人面談し、すぐに彼が毒物と毒物学に関する深い知識を持っていることに気付いて経営者のジョン・ハドランドに伝え、警察に通報された。捜査官は、「ボーヴィンドン・バグ」の発症がグレアムの入社時期と重なっていることを確認した上で身元調査をした結果、過去の毒物による殺人未遂の有罪判決が明らかになった。
グレアムは1971年11月21日に逮捕された。警察は彼のアパートでタリウムとアコニチン、ポケットの中からアンチモンとタリウムを発見した。さらにグレアムの毒物投与とその被害者達の症状を詳細に綴った日記を発見した。警察の追及で グレアムは、イーグル、ビッグス、バット、ティルソン、トレヴァー・スパークスなど複数の被害者の飲食物に毒物を混入したことを認めたが、医師を混乱させるために意図的に異なる毒を使用したと述べた。彼はまた、継母のモリーの殺害について「完璧な殺人」を犯したと自慢した。なぜ友人や同僚である人々に毒物を投与したのかと尋ねられたとき、グレアムは「私は彼らを人として見ていません。私にとって彼らは単なるモルモットです。」と答えた。
グレアムは2つの殺人罪で起訴された。殺人未遂及び傷害を意図して毒物を投与した4つの罪、重大な身体的危害を意図して毒物を投与した4つの罪については証拠不十分となり、弁護人の訴えによって棄却され無罪となった。代替罪裁判はセント・アルバンス・クラウン法廷で1972年6月19日に始まり、10日間続いた。グレアムは有罪を認めず、日記に関しては彼が計画していた小説に関するメモで単なる空想だと主張した。しかし、死亡したビッグスの内臓検査で、腸、腎臓、筋肉、骨、脳組織からアンチモンとタリウムが検出された。また、ボブ・イーグルの火葬された遺体の灰も分析され、9mgのタリウムが含まれていることが判明した。後者は、火葬された灰が殺人の有罪判決の証拠として使用された史上初の例だった。これにより、グレアムは2件の殺人罪で終身刑を宣告された。今回はグレアム本人の希望で精神異常者を収監する施設ではなく、通常の刑務所に収監される事になったが、しばらくはマグハルのパークレーン病院（後のアシュワース病院）に入院した。彼は「ティーカップ・ポイズナー The Teacup Poisoner 」と世間に呼ばれたが、自身は「ワールズ・ポイズナー World's poisoner 」と呼ばれることを望んだ。
グレアムは1990年にパークハースト刑務所の独房で死去した。公式の死因は心臓発作とされたが、実際は服毒自殺、あるいは他の囚人に殺害されたという推測もある。

## 影響
2005年11月、日本で少女がグレアムを模倣し、タリウムを用いて母を意識不明に追い込む犯罪が起きた。

## 参考資料
- グレアムヤング毒殺日記 ISBN 4870312964 - 高橋啓 1997年 (tr.)
- 『The St Albans Poisoner: The Life And Crimes Of Graham Young』 - Anthony Holden 1974年
- Emsley, John (2005), The Elements of Murder: A History of Poison, OUP Oxford, ISBN 9780191517358
- Holden, Anthony (1995), The St Albans Poisoner, Corgi Books, ISBN 9780552144087
- Lloyd, Georgina (1990), With Malice Aforethought, Bantam Press, ISBN 978-0-553-40273-5
- Michael H. Stone, M.D. & Gary Brucato, Ph.D., The New Evil: Understanding the Emergence of Modern Violent Crime (Amherst, N.Y.: Prometheus Books), pp. 479–480. ISBN 978-1-63388-532-5.
- "Schoolboy of 14 committed to Broadmoor". The Times. 6 July 1962.